# Abraham Adan
Abraham Adan (hebrejsko אברהם »ברן« אדן), izraelski general in obrambni ataše, * oktober 1926, Kfar Giladi, † 28. september 2012, Ramat HaSharon.
Med letoma 1947 in 1973 je bil uspešen izraelski tankovski poveljnik v izraelsko-arabskih vojnah, nato pa je bil obrambni ataše v ZDA (1974–1977).